# Большая Сестра (посёлок)
Большая Се́стра — посёлок сельского типа в Лотошинском районе Московской области России.

## Население
| 2002 | 2006 | 2010 |
| ---- | ---- | ---- |
| 229  | ↘216 | →216 |

## Общие сведения
До 21 декабря 1999 года — посёлок рыбхоза «Лотошинский», переименован в соответствии с Постановлением Правительства Российской Федерации № 1408.
Относится к Ошейкинскому сельскому поселению.
Находится примерно в 17 км к востоку от районного центра — посёлка городского типа Лотошино, на ответвлении автодороги Р107 Клин — Лотошино. Возник как посёлок Лотошинского рыбхоза, ныне ЗАО «Рыбкомбинат „Лотошинский“», своё название получил по расположению на реке Большой Сестре. Ближайшие населённые пункты — деревни Власово, Кузяево и Борки.
В посёлке находится братская могила советских воинов, погибших в годы Великой Отечественной войны 1941—1945 гг.